# Верхній Обалиш
Верхній Обали́ш (рос. Верхний Обалыш, марій. Овалжымучаш) — присілок у складі Новотор'яльського району Марій Ел, Росія. Входить до складу Чуксолинського сільського поселення.

## Населення
Населення — 24 особи (2010; 38 у 2002).
Національний склад (станом на 2002 рік):
- лучні марійці — 52 %
- марійці — 45 %